# Лиъм Пейн
Лиъм Джеймс Пейн (на английски: Liam James Payne) е английски певец и член на британско-ирландската момчешка група „Уан Дайрекшън“.

## Биография
Лиъм е роден на 29 август 1993 г. в Улвърхамптън, Уест Мидландс, Англия. Майка му се казва Карън, а баща му Джеф. Има две по-големи сестри – Рут и Никола. До четиригодишна възраст постоянно му се правят медицински тестове в болница, тъй като лекарите забелязват, че единият от бъбреците му е деформиран и не функционира. За да се справи с болката, като дете всяка сутрин и вечер му се бият инжекции. По-късно, през 2012 г., се оказва, че и двата бъбрека на Лиъм функционират нормално. Като ученик Пейн спортува активно. В училище е малтретиран и на 12 години започва да взема уроци по бокс. Лиъм споменава Джъстин Тимбърлейк като едно от най-големите си вдъхновения. В периода 2011 – 2013 г. има връзка с танцьорката Даниел Пийзър.

## The X Factor
Преди първата си поява в британското издание на музикалното състезание The X Factor Лиъм пее на мач на футболния отбор „Улвърхемптън“ пред 26 000 зрители. Първият му кастинг за X Factor е 2008 г., когато е едва на 14. Стига до къщата на съдиите, но Саймън Кауел заявява, че според него той все още не е готов, и го съветва да се върне след 2 години. През 2010 г. Лиъм отново се изправя пред съдиите като самостоятелен участник, изпълнявайки песента Cry Me a River на Майкъл Бубле. И четиримата съдии са възхитени от изпълнението му, а Саймън и Натали дори се изправят на крака, за да го аплодират.
Лиъм преминава първите тренировъчни лагери успешно, но на вторите му съобщават, че не се класира за следващия кръг – „Къщите на съдиите“. Минути по-късно обаче съдиите извикват отново на сцената него и четири други момчета, които също са отхвърлили, Зейн, Хари, Луи и Найл. Казват им, че според тях са прекалено талантливи, за да отпаднат, и ако искат, могат да продължат нататък, но като група. Момчетата се съгласяват на секундата. Групата достига до финала на X Factor, където завършва на трето място.
За себе си Лиъм казва, че изпълненията му са често вдъхновени от Гари Барлоу от групата Take That.

## Смърт
На 16 октомври 2024 г. Лиъм Пейн умира на 31 години в Буенос Айрес, Аржентина, след като пада от третия етаж на своя хотел.

## Дискография

### Студийни албуми
- LP1 (2019)

### EP
- First Time (2018)